# Alyssum pateri
Alyssum pateri är en korsblommig växtart som beskrevs av Erasmus Iuliu Nyárády. Alyssum pateri ingår i släktet stenörter, och familjen korsblommiga växter.

## Underarter
Arten delas in i följande underarter:
- A. p. pateri
- A. p. prostratum